# María Sonia Cristoff
María Sonia Cristoff, née en 1965 à Trelew, est une écrivaine et autrice argentine.

## Biographie
Originaire de Patagonie, María Sonia Cristoff s’installe à Buenos Aires au début des années 1980, elle étudie la langue et la littérature. Elle écrit à la fois de la fiction et de la non-fiction. Ses sujets de prédilection concernent des pratiques culturelles telles que la marche et le voyage, la relation entre les humains et les animaux, l'isolement et le quotidien dans les métropoles contemporaines,. Elle enseigne la création littéraire et la littérature patagonienne au Centro Ricardo Rojas de l’Université de Buenos Aires,,.

## Carrière littéraire
En 2005, María Sonia Cristoff publie l’ouvrage Falsa calma  (Un faux calme) aux éditions Editorial Seix Barral, son premier grand succès public,,. Elle y raconte un voyage à travers les villes fantômes de Patagonie. En 2006, la nouvelle Desubicados, se déroule en un seul jour au zoo de Buenos Aires. En 2010, l’écrivaine publie le roman Bajo influencia. La frontière entre la fiction et le documentaire est mince dans son écriture,. Elle est l’éditrice de trois recueils d'histoires et d'essais : Patagonia (2005), Idea crónica (2006) et Pasaje a Oriente (2009).
María Sonia Cristoff  participe en tant qu'écrivaine à une résidence à Leipzig, en Allemagne, ainsi Programme international d'écriture de l'Université de l'Iowa. Ses œuvres littéraires et ses critiques ont été publiées dans différents journaux et magazines de son pays et à l'étranger, tels que La Nación, Clarín, Página/12, Perfil et Neue Zürcher Zeitung, Noticias, Latido, TXT, Siwa, Letras Libres et Otra Parte. Ses textes ont également été inclus dans différents volumes collectifs.
Les ouvrages de l’autrice ont été traduits en allemand, et publiés par Berenberg Verlag. En France, l'ouvrage Falsa calma (Faux calme) est édité par les éditions du Sous-Sol en 2018.
María Sonia Cristoff est la traductrice de certaines œuvres de P.D. James et de Tim O’Brien.

## Publications

### Textes originaux
- Acento extranjero (Foreign Accent), Editorial Sudamericana, 2000, 256 p.  (ISBN 9789500718837).
- Patagonia, Cántaro editores, 2005.
- Falsa calma (A False Calm), Editorial Seix Barral, 2005, 221 p.  (ISBN 9789507314636).
- Idea crónica (Chronical Idea), Beatriz Viterbo Editora, 2006, 256 p.  (ISBN 9789508451798).
- Desubicados (Misfits), Editorial Sudamericana, 2006, 123 p.  (ISBN 9789500727747).
- Pasaje a Oriente (Passage to the Orient), Fondo de Cultura Económica, 2009, 423 p.  (ISBN 9789505578245).
- Bajo influencia (Under the Influence), Editorial Edhasa, 2010, 208 p.  (ISBN 9789876281126).
- Inclúyanme afuera (Include me out), Editorial Mardulce, 2014, 176 p.  (ISBN 9789872905491).
- Mal de época, Mardulce Editora, 2017, 211 p.  (ISBN 9789569450365).

### Traductions françaises
- Faux calme, éditions du Sous-Sol, 2018, 256 p.  (ISBN 9782364682450).